# 데어 올웨이스 어 우먼
데어 올웨이스 어 우먼(There's Always A Woman)은 미국에서 제작된 알렉산더 홀 감독의 1938년 영화이다. 조안 블론델 등이 주연으로 출연하였고 윌리암 펄버그 등이 제작에 참여하였다.

## 출연

### 주연
- 조안 블론델
- 멜빈 더글라스

### 조연
- 매리 애스터
- 프란시스 드레이크
- 제롬 코원
- 로버트 페이지
- 터스톤 홀
- 피에르 왓킨
- 월터 킹스포드
- 레스터 매튜스
- 리타 헤이워드

## 제작진
- 미술: 리오넬 뱅스
- 미술: 스티븐 구손
- 의상: 로버트 칼로크